# Bowie State University
Die Bowie State University ist eine staatliche Universität, die im Prince George’s County im US-Bundesstaat Maryland liegt. Sie gehört zu den zehn ältesten Universitäten in Maryland und zu den ältesten historischen afroamerikanischen Colleges und Hochschulen.

## Geschichte
The Baltimore Association for the Moral and Educational Improvement of the Colored People wurde 1864 von 46 Männern gegründet, die sich aus Geschäftsleuten, Anwälten, Geistlichen und Quäkern zusammensetzten. Einer dieser Männer war Joseph M. Cushing, der 1864 als Vorsitzender des Bildungsausschusses für den Verfassungskonvent von Maryland die Weigerung des Ausschusses kritisierte, Schulen für Schwarze zu finanzieren. Am 9. Januar 1865 eröffnete der Verein seine erste Schule in der African Baptist Church in Baltimore, die Schule Nr. 1. Ab 1866 wurden dann Kurse in Lehrerbildung angeboten. 1867 kaufte und renovierte die Baltimore Association mit Hilfe des Freedmen’s Bureau, der Quäker von England und anderer Unterstützer das Old Friends Meeting House, um dort die Baltimore Normal School for Coloured Teachers unterzubringen.
Nach wiederholten Petitionen der Treuhänder der Baltimore Normal School ermächtigte der Gesetzgeber 1908 das Board of Education, die Kontrolle über die Schule zu übernehmen, und nannte sie erneut Normal School Nr. 3. 1910 beschloss der Staat, die Schule nach Bowie, Maryland, zu verlegen und ein 187 Hektar großes Grundstück zu kaufen, das als Jericho Farm aus dem Jahr 1716 bekannt war. Die Schule wurde 1911 am neuen Standort mit etwa 60 Schülern und Don Speed Smith Goodloe als erstem Schulleiter eröffnet. 1914 wurde der Name in Maryland Normal and Industrial School at Bowie geändert. 1925 begann die Schule mit Präsident Leonidas James mit einem zweijährigen Lehrplan für die Lehrerausbildung, der 1931 auf ein dreijähriges Programm ausgeweitet wurde. 1935 wurde ein vierjähriges Programm zur Ausbildung von Grundschullehrern eingeführt. 1938 wurde die Schule in Maryland Teachers College at Bowie umbenannt.
Unter der 25-jährigen Amtszeit von Präsident William Henry wurde die Lehrerbildung weiter ausgebaut. Es wurden Programme zur Ausbildung von Lehrern für die Mittelschule (1951) und die Sekundarstufe (1961) erstellt und die Schule entwickelte sich zu einer Hochschule für freie Künste. 1963 ermächtigte die Maryland State Legislature das College, Bowie State College zu werden, nachdem ein Programm für liberal arts eingerichtet worden war. Neue Hauptfächer in Englisch, Geschichte und allgemeiner Sozialwissenschaft erweiterten das Angebot für die Lehrerausbildung. Unter Präsident Samuel Myers gründete das College 1969 sein erstes Graduiertenkolleg mit dem Master of Education. Der erste Direktor der Graduiertenabteilung war J. Alexander Wiseman, Absolvent des Maryland Teachers College at Bowie. 1988 wurde das Bowie State College unter dem Präsidenten James Lyons zur Bowie State University. Gleichzeitig wurde die Universität damit auch zu einer der Mitgliedsinstitutionen des neu gegründeten Universitätssystems von Maryland.

## Schulleiter und Präsidenten
- Leonard Waterman, Principal, 1865–1866
- H. F. Hartwell, Principal, 1866–1869
- P.J. Doran, Principal, 1869–1870
- Anne Coore, Principal, 1870–1872
- M. H. Newell, Principal, 1872–1893
- George Harrison, Principal, 1893–1911
- Don Speed Smith Goodloe, 1911–1921, erster Prinzipal der Maryland Normal and Industrial School at Bowie
- Leonidas James, Principal, 1921–1938
- Leonidas S. James, 1938–1942, Präsident Maryland Teachers College at Bowie
- Joseph Alexander Wiseman, 1941–1942, Interimspräsident
- William Henry, 1942–1967, Präsident
- Samuel Lloyd Myers, 1967–1977, Präsident
- Edmond C. Mester, 1977, Interimspräsident
- Rufus L. Barfield, 1978–1982, Präsident
- Marcellina Brooks, 1983, Acting Präsidentin
- James E. Lyons, 1983–1988, Präsident
- James E. Lyons, 1988–1992, erster Präsident der Bowie State University
- Harold Delany, 1992–1993, Interimspräsident
- Nathanael Pollard Jr., 1993–1998, Präsident
- Wendell Holloway, 1999–2000, Interimspräsident
- Calvin W. Lowe, 2000–2006, Präsident
- Patricia Pierce Ramsey, 2006, Interimspräsidentin
- Mickey L. Burnim, 2006–2017, Präsident
- Aminta H. Breaux, ab 2017, erste weibliche Präsidentin

## Zahlen zu den Studierenden
Im Herbst 2020 waren 6.250 Studierende eingeschrieben (2019: 6.171). Davon strebten 5.354 (85,7 %) ihren ersten Studienabschluss an, sie waren also undergraduates. Von diesen waren 62 % weiblich und 38 % männlich. 896 (14,3 %) arbeiteten auf einen weiteren Abschluss hin, sie waren graduates.

## Bekannte Alumni
- Olubowale Victor Akintimehin (* 1984), 2004 ohne Abschluss – Rapper
- Joan Langdon (* 1951), Ph.D. 1989 – Mathematikerin und Hochschullehrerin
- Christa McAuliffe (1948–1986), M.A. 1978 –  Lehrerin, die am Space-Shuttle-Flug STS-51-L teilnahm
- Elizabeth G. (Susie) Proctor, B.S. 1962, M.A. 1973 – Politikerin

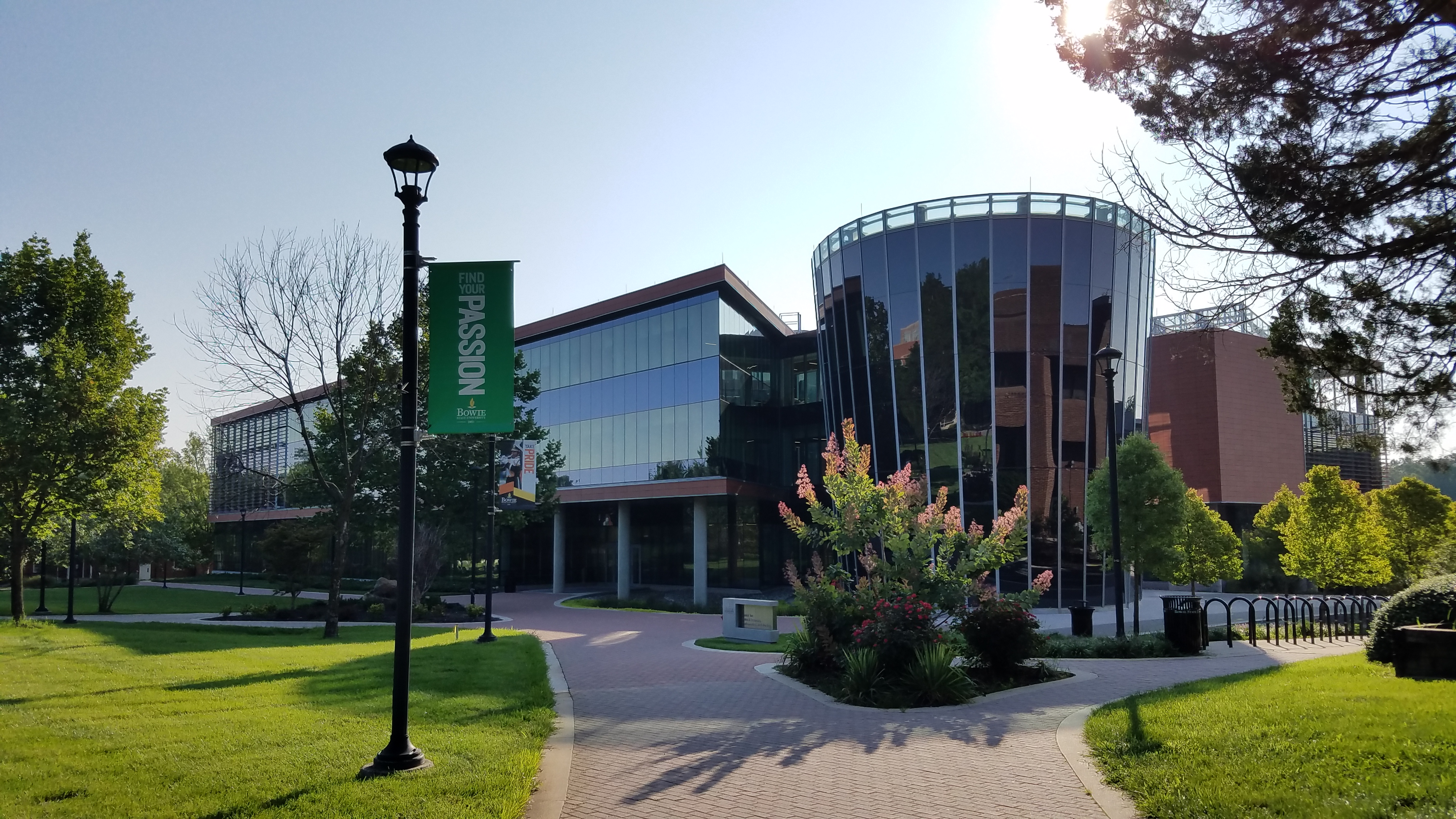
Das Zentrum für Naturwissenschaften, Mathematik und Krankenpflege, 2018